# Cicadula mesasiatica
Cicadula mesasiatica är en insektsart som beskrevs av Dubovsky 1966. Cicadula mesasiatica ingår i släktet Cicadula och familjen dvärgstritar. Inga underarter finns listade i Catalogue of Life.